# جورج إدوارد كول
جورج إدوارد كول (بالإنجليزية: George Edward Cole)‏ هو سياسي أمريكي، ولد في 23 ديسمبر 1826 في الولايات المتحدة، وتوفي بنفس المكان في 3 ديسمبر 1906. حزبياً، نشط في الحزب الديمقراطي. انتخب Governor of the Territory of Washington ‏ (8 يناير 1867 – 4 مارس 1867).